# Aeropuerto de Bonaventure
El Aeropuerto de Bonaventure (del inglés: Bonaventure Airport) (IATA: YVB, OACI: CYVB) está ubicado a 1,6 MN (3,0 km; 1,8 mi) al noreste de Bonaventure, Quebec, Canadá.

## Aerolíneas y destinos
- Pascan Aviation
  - Montreal / Aeropuerto de Montreal-Saint-Hubert
  - Ciudad de Quebec / Aeropuerto internacional Jean-Lesage de Quebec
  - Iles-de-la-Madeleine / Aeropuerto de Iles-de-la-Madeleine